# Kloak (biologi)
 For alternative betydninger, se Kloak (flertydig). (Se også artikler, som begynder med Kloak)
Kloak er betegnelsen der bruges om den fælles åbning for tarm og kønsorgan hos fisk og fugle af begge køn. Her udskilles dyrenes afføring og henholdsvis æg eller sæd.